# Benson Hills
Benson Hills är en kulle i Antarktis. Den ligger i Västantarktis. Argentina, Chile och Storbritannien gör anspråk på området. Toppen på Benson Hills är 517 meter över havet, eller 81 meter över den omgivande terrängen. Bredden vid basen är 5,3 km.
Terrängen runt Benson Hills är kuperad åt sydväst, men åt nordost är den platt. Trakten är obefolkad. Det finns inga samhällen i närheten.